# منظمة هواة الراديو الإندونيسية
منظمة هواة الراديو الإندونيسية (بالإندونيسية: Organisasi Amatir Radio Indonesia) هي منظمة وطنية غير ربحية لهواة الراديو في إندونيسيا. وفقًا لتعداد عام 2000 الذي جمعه الاتحاد الدولي لهواة الراديو، فإن إندونيسيا لديها المرتبة الثالثة عشر من حيث عدد مشغلي الراديو الهواة في العالم. تتمثل إحدى مزايا العضوية الرئيسية للمنظمة في وجود مكتب كيو إس إل لهؤلاء المشغلين الإندونيسيين الهواة في الاتصالات المنتظمة مع مشغلي الراديو الهواة الآخرين في البلدان الأجنبية. تمثل المنظمة مصالح مشغلي الراديو الإندونيسيين الهواة أمام السلطات التنظيمية الإندونيسية والدولية. الجمعية هي الجمعية الوطنية العضو التي تمثل إندونيسيا في الاتحاد الدولي لهواة الراديو.